# رينير (لاعب كرة قدم برازيلي)
رينير دي سوزا سيلفا (مواليد 24 فبراير 2000، لاعب كرة قدم برازيلي يجيد اللعب في الظهير الأيسر.
لعب في الفئات السنية في نادي فلومينينسي ونادي فيغورينسي ونادي الجزيرة.